# Tae-yang-ui norae
Tae-yang-ui norae (태양의 노래?; letteralmente "La canzone del sole"), titolo internazionale Midnight Sun, è un musical sudcoreano del 2021 prodotto da Shinswave, basato sul film giapponese del 2006 Taiyō no uta. Una seconda rappresentazione si è tenuta nel 2022 con un cast diverso.

## Trama
Seo Haena è una ragazza che deve evitare il sole per via di una malattia chiamata xeroderma pigmentosum, e di conseguenza è attiva solamente di notte, durante la quale si esibisce alla stazione del treno con la sua chitarra. Dalla finestra della sua camera, ogni giorno vede un liceale con una tavola da surf insieme ai suoi amici: incuriosita, quando una sera, mentre canta e suona all'aperto, Haena lo vede passare, lo segue e si presenta goffamente. Notando che il ragazzo indossa l'uniforme della sua stessa scuola, la migliore amica di Haena, Bom, si offre di spiarlo per lei, e scopre che si chiama Jung Haram.
La sera successiva, Haena si siede su una panchina alla stazione e Haram arriva con la sua tavola. Entrambi in imbarazzo, iniziano a parlare e Haram alla fine promette di incontrarla la sera dopo per sentirla cantare. Quando s'incontrano, tuttavia, un altro artista di strada ha preso il posto di Haena, perciò Haram la porta in una piazza, dove il canto di lei attira una nutrita folla di curiosi. Dopodiché, condividono i propri sogni sul futuro guardando il mare e Haram le chiede di uscire insieme. L'appuntamento termina bruscamente quando Haena scopre che il sole sta per sorgere e scappa a casa: Haram viene quindi informato delle sue condizioni e, sebbene inizialmente sorpreso, comincia a leggere libri di medicina per informarsi. Per un po' di tempo Haena si rifiuta testardamente di vederlo, mentre Haram svolge dei lavoretti e vende la sua tavola da surf per pagare uno studio di registrazione dove la ragazza possa registrare il suo primo singolo. Una sera, il padre di Haena, preoccupato per la figlia, invita Haram a cena e il ragazzo racconta dei suoi piani per il CD di Haena. Quest'ultima si rende conto di quanto Haram tenga effettivamente a lei.
Con il peggioramento della propria salute, Haena perde la sensibilità alle dita e non riesce più a suonare la chitarra. Nel frattempo, lei e Haram escono insieme per alcuni appuntamenti, e Haena lo rassicura di avere ancora la sua voce e di voler cantare per lui. Quando si recano allo studio di registrazione, la ragazza chiede al padre e agli amici di non assistere, ma di aspettare l'uscita del CD.
Tempo dopo, come promesso, Haram porta Haena in spiaggia a guardarlo mentre fa surf. La ragazza è in carrozzina e indossa la tuta protettiva realizzata dal padre per lei, che fino a quel momento non aveva mai voluto utilizzare per uscire all'aperto. Addolorato, il padre cerca di convincerla a liberarsi della tuta per correre liberamente, ma Haena rifiuta, dicendo che, se lo facesse, morirebbe, e che vuole vivere fino alla fine. Racconta poi a Haram della cittadina di Nordkapp in Norvegia, dove il sole non tramonta mai in estate, e del suo desiderio di potervi cantare, un giorno, sotto il sole di mezzanotte. Durante il suo racconto, Haena muore placidamente.
In seguito, Haram, gli amici di Haena e la sua famiglia ascoltano alla radio la canzone della ragazza, Good-Bye Days, dopo l'uscita. Ascoltando Good-Bye Days dagli auricolari, Haram arriva a Nordkapp e incontra lo spirito di Haena; i due si abbracciano e si promettono di incontrarsi di nuovo alla luce del sole per non sentirsi soli, e di esserci sempre l'uno per l'altra.

## Produzione
Tae-yang-ui norae è il secondo adattamento teatrale sudcoreano del film Taiyō no uta dopo quello messo in scena nel 2010. Il musical è prodotto da Shin Jung-hwa e Son Hyuk-il; è diretto da Kim Ji-ho, con musiche composte da Han Bo-ram e Kim Han-sol, che è anche paroliera.
La compagnia di produzione Shinswave annuncia Tae-yang-ui norae all'inizio di marzo 2021 rivelando di aver scritturato Onew degli Shinee, Wonpil dei Day6, Youngjae dei Got7 e l'attore teatrale Cho Hun nel ruolo del protagonista Haram; Kang Hye-in, Kei delle Lovelyz e Lee Ah-jin per il ruolo della protagonista Haena, e Kim Ju-ho e Jung Eui-uk per la parte del padre di Haena. Il 30 marzo entra nel cast, sempre per il ruolo di Haram, anche Baekho dei NU'EST.
Il musical viene messo in scena dal 1º maggio al 25 luglio 2021 alla BBHC Hall del Kwanglim Arts Center di Seul, con un numero di pubblico contenuto per via delle norme di distanziamento sociale. L'intero spettacolo è anche filmato con l'ausilio di sette telecamere e distribuito in diretta a livello mondiale in 147 Paesi attraverso la piattaforma di streaming MetaTheater, con sottotitoli in inglese e giapponese.
Siccome lo spettacolo dal vivo del 7 maggio fa il tutto esaurito non appena aperte le vendite dei biglietti, viene proiettato contemporaneamente in 29 cinema sudcoreani della catena CJ CGV, e in 15 cinema in Indonesia, 4 a Taiwan, 3 a Hong Kong e 2 a Singapore. Stesso trattamento viene destinato ai due spettacoli del 9 maggio, trasmessi in contemporanea in 20 cinema in Indonesia, 4 a Taiwan, 3 a Hong Kong e 2 a Singapore, portando a 82 proiezioni cinematografiche nei cinque Paesi. In totale approdano al cinema all'estero sette spettacoli, mentre in Corea vengono distribuiti in 20 sale anche gli spettacoli del 17 e 18 giugno. Ad agosto, diciotto spettacoli diventano disponibili per la visione on demand su MetaTheater fino al 31 marzo 2022.
È tornato in scena dal 3 maggio al 26 giugno 2022, con un nuovo cast principale, al KEPCO Art Center di Seul e in contemporanea streaming sempre su MetaTheater. È stato inoltre trasmesso in quattro cinema della catena CGV ogni sabato. Una volta conclusa la rappresentazione in Corea del Sud, il musical è entrato in cartellone in Giappone per otto spettacoli dal 27 al 30 luglio 2022 alla NHK Osaka Hall.

## Numeri musicali
- Prologue – Haram, Noah, Hangyeol, Haena
- Good Day (좋은 하루) – Tutti tranne Haena
- Will My Day Ever Come? (그런 날의 오게될까) – Haena
- Such Beautiful Sunlight (part 1) (이렇게 햇살이 예쁜데) – Junwoo
- The Sun is in My Eyes – Haram, Hangyeol, Noah
- Will My Day Ever Come? (reprise) (그런 날의 오게될까) – Haena
- That Boy/That Girl (part 1) (그 소년/그 소녀) – Bom, ensemble
- That Boy/That Girl (part 2) (그 소년/그 소녀) – Haram
- Stranger in the Dark – Dynamite
- Milky Way Galaxy – Haena, ensemble
- A Melody Called You (너라는 멜로디) – Haram, Haena
- Such Beautiful Sunlight (part 2) (이렇게 햇살이 예쁜데) – Junwoo, Bom
- The Special You (특별한 너) – Haram
- Your Mystery (part 1) – Hangyeol, Noah, Bom
- Your Mystery (part 2) – Hangyeol, Noah, Bom
- Meet Me When the Sun Goes Down (태양이지면 널 만나러 갈게) – Haram
- Surprise/First Date – Haram, Haena, Bom, Noah, Hangyeol, ensemble
- How Did It Become Like This (어떻게 이렇게 되어 버린 걸까) – Junwoo
- Even If This Song Ends Someday (이 노래가 언젠가 끝난다 해도) – Tutti
- Good-Bye Days (part 2) – Haena
- That Place, Nordkapp (그곳, 노르카프) – Tutti
- Good-Bye Days (part 3) – Tutti tranne Haena
- Meet Me When the Sun Goes Down (reprise) (태양 아래서 널 만나러 갈게) – Haram, Haena

## Cast

### Stagione 2021
- Jung Haram – Onew, Wonpil, Baekho, Cho Hun, Youngjae
- Seo Haena – Kang Hye-in, Kei, Lee Ah-jin
- Seo Junwoo – Kim Ju-ho, Jung Eui-uk
- Lee Bom – Jung Da-ye, Joo Da-on
- Park Noah – Lee Chan-ryeol, Shin Eun-chong
- Kang Hangyeol – Shin Eun-chong, Kim Kyung-rok
- Medico di Haena – Namgoong Hye-in, Kim Ha-na
- Ensemble – Park Sang-joon, Shin Dong-min, Ryu Han-saem, Cho Hyun-jin, Han Ga-ram

### Stagione 2022
- Jung Haram – Onew, Ha Sung-woon, Jinho, Song Geon-hee, Y
- Seo Haena – Kim Nam-joo, Lee Sang-ah, Kwon Eun-bi
- Seo Junwoo – Kim Ju-ho, Wang Shin-ming
- Lee Bom – Jung Da-ye, Joo Da-on
- Park Noah – Lee Chan-ryeol, Jo Won-seok
- Kang Hangyeol – Kim Kyung-rok, Kim Ji-ung
- Medico di Haena – Kim Ha-na
- Ensemble – Lim Ha-ram, Kim Min-su, Choi Kyung-rok, Yoo Hee-ji, Shin Hye-min, Heo Ji-yeon

## Rappresentazioni

### Stagione 2021
Il 26 giugno e il 3 luglio, Kei non ha potuto esibirsi perché in quarantena preventiva dopo la diagnosi di COVID-19 di Seo Ji-soo delle Lovelyz, ed è stata sostituita da Kang Hye-in.
Gli spettacoli inizialmente previsti per le serate del 18, 21 e 22 luglio sono stati cancellati con l'entrata in vigore delle nuove linee guida sul distanziamento sociale, che hanno impedito i ritrovi di più di due persone dopo le sei di sera, portando il numero di rappresentazioni a un totale di 95.
| #  | Spettacoli        | Jung Haram | Jung Haram | Jung Haram | Jung Haram | Jung Haram | Seo Haena   | Seo Haena  | Seo Haena  | Seo Jungwoo | Seo Jungwoo | Lee Bom    | Lee Bom    | Park Noah      | Park Noah      | Kang Hangyeol  | Kang Hangyeol |
| #  | Spettacoli        | Onew       | Wonpil     | Baekho     | Cho Hun    | Youngjae   | Kang Hye-in | Kei        | Lee Ah-jin | Kim Ju-ho   | Jung Eui-uk | Jung Da-ye | Joo Da-on  | Lee Chan-ryeol | Shin Eun-chong | Shin Eun-chong | Kim Kyung-rok |
| -- | ----------------- | ---------- | ---------- | ---------- | ---------- | ---------- | ----------- | ---------- | ---------- | ----------- | ----------- | ---------- | ---------- | -------------- | -------------- | -------------- | ------------- |
| 1  | 1 maggio (18:30)  |            | Si         |            |            |            |             |            | Si         | Si          |             |            | Si         | Si             |                |                | Si            |
| 2  | 2 maggio (14:00)  |            |            |            |            | Si         | Si          |            |            |             | Si          | Si         |            | Si             |                | Si             |               |
| 3  | 2 maggio (18:30)  |            | Si         |            |            |            |             | Si         |            | Si          |             |            | Si         | Si             |                |                | Si            |
| 4  | 4 maggio (19:30)  |            |            |            | Si         |            |             | Si         |            |             | Si          | Si         |            |                | Si             |                | Si            |
| 5  | 5 maggio (14:00)  |            |            |            |            | Si         | Si          |            |            | Si          |             |            | Si         | Si             |                |                | Si            |
| 6  | 5 maggio (18:30)  | Si         |            |            |            |            |             |            | Si         |             | Si          | Si         |            |                | Si             |                | Si            |
| 7  | 6 maggio (19:30)  |            | Si         |            |            |            |             |            | Si         | Si          |             |            | Si         | Si             |                | Si             |               |
| 8  | 7 maggio (19:30)  | Si         |            |            |            |            |             | Si         |            | Si          |             | Si         |            | Si             |                |                | Si            |
| 9  | 8 maggio (14:00)  |            |            |            |            | Si         | Si          |            |            |             | Si          |            | Si         | Si             |                |                | Si            |
| 10 | 8 maggio (18:30)  |            | Si         |            |            |            |             |            | Si         |             | Si          | Si         |            |                | Si             |                | Si            |
| 11 | 9 maggio (14:00)  |            |            |            |            | Si         |             | Si         |            | Si          |             |            | Si         | Si             |                |                | Si            |
| 12 | 9 maggio (18:30)  |            | Si         |            |            |            |             |            | Si         | Si          |             | Si         |            | Si             |                | Si             |               |
| 13 | 11 maggio (19:30) |            |            |            |            | Si         | Si          |            |            | Si          |             |            | Si         | Si             |                | Si             |               |
| 14 | 12 maggio (19:30) | Si         |            |            |            |            |             | Si         |            | Si          |             | Si         |            | Si             |                | Si             |               |
| 15 | 13 maggio (19:30) |            | Si         |            |            |            |             |            | Si         |             | Si          | Si         |            | Si             |                |                | Si            |
| 16 | 14 maggio (19:30) | Si         |            |            |            |            |             |            | Si         | Si          |             |            | Si         |                | Si             |                | Si            |
| 17 | 15 maggio (14:00) |            | Si         |            |            |            |             | Si         |            | Si          |             | Si         |            |                | Si             |                | Si            |
| 18 | 15 maggio (18:30) |            |            |            |            | Si         | Si          |            |            | Si          |             |            | Si         | Si             |                |                | Si            |
| 19 | 16 maggio (14:00) |            |            |            | Si         |            |             | Si         |            |             | Si          | Si         |            |                | Si             |                | Si            |
| 20 | 16 maggio (18:30) | Si         |            |            |            |            |             |            | Si         |             | Si          |            | Si         | Si             |                |                | Si            |
| 21 | 18 maggio (19:30) |            |            |            |            | Si         | Si          |            |            | Si          |             | Si         |            | Si             |                | Si             |               |
| 22 | 19 maggio (14:30) |            | Si         |            |            |            |             | Si         |            | Si          |             |            | Si         | Si             |                |                | Si            |
| 23 | 19 maggio (18:30) | Si         |            |            |            |            |             |            | Si         |             | Si          | Si         |            |                | Si             |                | Si            |
| 24 | 20 maggio (19:30) |            |            |            |            | Si         | Si          |            |            |             | Si          |            | Si         | Si             |                |                | Si            |
| 25 | 21 maggio (19:30) | Si         |            |            |            |            |             |            | Si         | Si          |             | Si         |            | Si             |                | Si             |               |
| 26 | 22 maggio (14:00) |            |            | Si         |            |            | Si          |            |            |             | Si          |            | Si         | Si             |                | Si             |               |
| 27 | 22 maggio (18:30) |            | Si         |            |            |            |             |            | Si         |             | Si          | Si         |            | Si             |                |                | Si            |
| 28 | 23 maggio (14:00) |            |            |            |            | Si         | Si          |            |            | Si          |             |            | Si         |                | Si             |                | Si            |
| 29 | 23 maggio (18:30) |            |            | Si         |            |            |             |            | Si         | Si          |             | Si         |            | Si             |                |                | Si            |
| 30 | 25 maggio (19:30) |            | Si         |            |            |            |             | Si         |            |             | Si          | Si         |            | Si             |                |                | Si            |
| 31 | 26 maggio (19:30) |            |            | Si         |            |            | Si          |            |            |             | Si          |            | Si         |                | Si             |                | Si            |
| 32 | 27 maggio (19:30) |            | Si         |            |            |            |             |            | Si         | Si          |             | Si         |            |                | Si             |                | Si            |
| 33 | 28 maggio (19:30) |            |            |            |            | Si         | Si          |            |            | Si          |             |            | Si         | Si             |                |                | Si            |
| 34 | 29 maggio (14:00) |            |            | Si         |            |            |             |            | Si         |             | Si          | Si         |            | Si             |                | Si             |               |
| 35 | 29 maggio (18:30) |            |            |            |            | Si         |             | Si         |            |             | Si          |            | Si         | Si             |                | Si             |               |
| 36 | 30 maggio (14:00) |            |            | Si         |            |            |             |            | Si         | Si          |             | Si         |            | Si             |                |                | Si            |
| 37 | 30 maggio (18:30) |            |            |            | Si         |            | Si          |            |            | Si          |             |            | Si         |                | Si             |                | Si            |
| 38 | 1º giugno (19:30) |            | Si         |            |            |            | Si          |            |            |             | Si          | Si         |            |                | Si             |                | Si            |
| 39 | 2 giugno (19:30)  |            |            | Si         |            |            |             |            | Si         |             | Si          |            | Si         | Si             |                | Si             |               |
| 40 | 3 giugno (19:30)  |            |            |            | Si         |            |             | Si         |            | Si          |             |            | Si         | Si             |                |                | Si            |
| 41 | 4 giugno (19:30)  |            |            |            |            | Si         |             |            | Si         | Si          |             | Si         |            | Si             |                | Si             |               |
| 42 | 5 giugno (14:00)  |            | Si         |            |            |            | Si          |            |            |             | Si          |            | Si         | Si             |                | Si             |               |
| 43 | 5 giugno (18:30)  |            |            | Si         |            |            |             |            | Si         |             | Si          | Si         |            | Si             |                |                | Si            |
| 44 | 6 giugno (14:00)  |            |            |            |            | Si         | Si          |            |            | Si          |             |            | Si         |                | Si             |                | Si            |
| 45 | 6 giugno (18:30)  | Si         |            |            |            |            |             | Si         |            |             | Si          | Si         |            |                | Si             |                | Si            |
| 46 | 8 giugno (19:30)  |            |            |            | Si         |            |             | Si         |            | Si          |             |            | Si         | Si             |                |                | Si            |
| 47 | 9 giugno (19:30)  |            |            | Si         |            |            | Si          |            |            | Si          |             |            | Si         | Si             |                | Si             |               |
| 48 | 10 giugno (19:30) |            |            |            |            | Si         |             |            | Si         |             | Si          | Si         |            | Si             |                |                | Si            |
| 49 | 11 giugno (19:30) |            | Si         |            |            |            |             |            | Si         | Si          |             |            | Si         |                | Si             |                | Si            |
| 50 | 12 giugno (14:00) |            |            | Si         |            |            |             | Si         |            |             | Si          | Si         |            |                | Si             |                | Si            |
| 51 | 12 giugno (18:30) |            |            |            |            | Si         | Si          |            |            |             | Si          | Si         |            |                | Si             |                | Si            |
| 52 | 13 giugno (14:00) |            | Si         |            |            |            |             |            | Si         | Si          |             |            | Si         | Si             |                |                | Si            |
| 53 | 13 giugno (18:30) | Si         |            |            |            |            | Si          |            |            | Si          |             |            | Si         | Si             |                | Si             |               |
| 54 | 15 giugno (19:30) |            |            | Si         |            |            | Si          |            |            |             | Si          |            | Si         |                | Si             |                | Si            |
| 55 | 16 giugno (19:30) | N.D.       | N.D.       | N.D.       | N.D.       | N.D.       | N.D.        | N.D.       | N.D.       | N.D.        | N.D.        | N.D.       | N.D.       | N.D.           | N.D.           | N.D.           | N.D.          |
| 56 | 17 giugno (19:30) |            |            | Si         |            |            |             |            | Si         | Si          |             | Si         |            | Si             |                | Si             |               |
| 57 | 18 giugno (19:30) | Si         |            |            |            |            |             |            | Si         | Si          |             | Si         |            | Si             |                | Si             |               |
| 58 | 19 giugno (14:00) |            |            |            |            | Si         |             | Si         |            |             | Si          | Si         |            |                | Si             |                | Si            |
| 59 | 19 giugno (18:30) |            | Si         |            |            |            | Si          |            |            |             | Si          | Si         |            |                | Si             |                | Si            |
| 60 | 20 giugno (14:00) |            |            |            |            | Si         |             | Si         |            | Si          |             | Si         |            | Si             |                |                | Si            |
| 61 | 20 giugno (18:30) | Si         |            |            |            |            | Si          |            |            | Si          |             | Si         |            | Si             |                | Si             |               |
| 62 | 22 giugno (19:30) | Si         |            |            |            |            |             |            | Si         | Si          |             |            | Si         | Si             |                |                | Si            |
| 63 | 23 giugno (19:30) |            | Si         |            |            |            | Si          |            |            | Si          |             |            | Si         | Si             |                |                | Si            |
| 64 | 24 giugno (19:30) |            |            | Si         |            |            | Si          |            |            |             | Si          |            | Si         | Si             |                |                | Si            |
| 65 | 25 giugno (19:30) |            |            | Si         |            |            |             |            | Si         | Si          |             | Si         |            | Si             |                |                | Si            |
| 66 | 26 giugno (14:00) |            |            |            |            | Si         | Si          |            |            |             | Si          |            | Si         | Si             |                |                | Si            |
| 67 | 26 giugno (18:30) |            | Si         |            |            |            | Si          |            |            |             | Si          |            | Si         | Si             |                |                | Si            |
| 68 | 27 giugno (14:00) |            |            | Si         |            |            | Si          |            |            | Si          |             | Si         |            | Si             |                |                | Si            |
| 69 | 27 giugno (18:30) | Si         |            |            |            |            |             |            | Si         | Si          |             | Si         |            | Si             |                |                | Si            |
| 70 | 29 giugno (19:30) |            | Si         |            |            |            | Si          |            |            |             | Si          |            | Si         | Si             |                |                | Si            |
| 71 | 30 giugno (19:30) |            |            | Si         |            |            |             |            | Si         | Si          |             | Si         |            | Si             |                |                | Si            |
| 72 | 1º luglio (19:30) | Si         |            |            |            |            | Si          |            |            | Si          |             |            | Si         | Si             |                |                | Si            |
| 73 | 2 luglio (19:30)  |            |            |            | Si         |            | Si          |            |            | Si          |             |            | Si         | Si             |                |                | Si            |
| 74 | 3 luglio (14:00)  |            |            | Si         |            |            | Si          |            |            | Si          |             | Si         |            | Si             |                |                | Si            |
| 75 | 3 luglio (18:30)  |            | Si         |            |            |            |             |            | Si         | Si          |             |            | Si         | Si             |                |                | Si            |
| 76 | 4 luglio (14:00)  |            |            |            |            | Si         | Si          |            |            |             | Si          | Si         |            | Si             |                |                | Si            |
| 77 | 4 luglio (18:30)  | Si         |            |            |            |            | Si          |            |            |             | Si          |            | Si         | Si             |                |                | Si            |
| 78 | 7 luglio (19:30)  | Si         |            |            |            |            | Si          |            |            |             | Si          |            | Si         | Si             |                |                | Si            |
| 79 | 8 luglio (19:30)  |            |            | Si         |            |            |             |            | Si         | Si          |             | Si         |            | Si             |                |                | Si            |
| 80 | 9 luglio (19:30)  | Si         |            |            |            |            |             | Si         |            | Si          |             |            | Si         | Si             |                |                | Si            |
| 81 | 10 luglio (14:00) |            |            | Si         |            |            |             |            | Si         |             | Si          | Si         |            | Si             |                |                | Si            |
| 82 | 10 luglio (18:30) |            |            |            |            | Si         |             | Si         |            | Si          |             |            | Si         | Si             |                |                | Si            |
| 83 | 11 luglio (14:00) |            |            |            | Si         |            |             | Si         |            | Si          |             |            | Si         | Si             |                |                | Si            |
| 84 | 11 luglio (18:30) | Si         |            |            |            |            | Si          |            |            | Si          |             | Si         |            | Si             |                |                | Si            |
| 85 | 14 luglio (19:30) | Si         |            |            |            |            |             |            | Si         | Si          |             |            | Si         | Si             |                |                | Si            |
| 86 | 15 luglio (19:30) |            |            | Si         |            |            |             |            | Si         |             | Si          | Si         |            | Si             |                |                | Si            |
| 87 | 16 luglio (19:30) | Si         |            |            |            |            | Si          |            |            | Si          |             |            | Si         | Si             |                |                | Si            |
| 88 | 17 luglio (14:00) |            |            | Si         |            |            |             |            | Si         |             | Si          | Si         |            | Si             |                |                | Si            |
| 89 | 17 luglio (18:30) |            |            |            |            | Si         |             | Si         |            | Si          |             | Si         |            | Si             |                |                | Si            |
| 90 | 18 luglio (14:00) |            |            | Si         |            |            | Si          |            |            | Si          |             |            | Si         | Si             |                |                | Si            |
| 91 | 18 luglio (18:30) | Cancellata | Cancellata | Cancellata | Cancellata | Cancellata | Cancellata  | Cancellata | Cancellata | Cancellata  | Cancellata  | Cancellata | Cancellata | Cancellata     | Cancellata     | Cancellata     | Cancellata    |
| 92 | 21 luglio (19:30) | Cancellata | Cancellata | Cancellata | Cancellata | Cancellata | Cancellata  | Cancellata | Cancellata | Cancellata  | Cancellata  | Cancellata | Cancellata | Cancellata     | Cancellata     | Cancellata     | Cancellata    |
| 93 | 22 luglio (19:30) | Cancellata | Cancellata | Cancellata | Cancellata | Cancellata | Cancellata  | Cancellata | Cancellata | Cancellata  | Cancellata  | Cancellata | Cancellata | Cancellata     | Cancellata     | Cancellata     | Cancellata    |
| 94 | 23 luglio (19:30) |            | Si         |            |            |            |             |            | Si         | Si          |             |            | Si         | Si             |                |                | Si            |
| 95 | 24 luglio (14:00) |            |            | Si         |            |            |             | Si         |            | Si          |             | Si         |            | Si             |                |                | Si            |
| 96 | 24 luglio (18:30) |            |            |            |            | Si         |             |            | Si         | Si          |             |            | Si         | Si             |                |                | Si            |
| 97 | 25 luglio (14:00) |            | Si         |            |            |            | Si          |            |            | Si          |             |            | Si         | Si             |                |                | Si            |
| 98 | 25 luglio (18:30) |            |            | Si         |            |            |             | Si         |            | Si          |             | Si         |            | Si             |                |                | Si            |

## Colonna sonora

### Stagione 2021
Durante la messa in scena del musical, tre canzoni, cioè Meet Me When the Sun Goes Down, Good-Bye Days e Will My Day Ever Come?, sono uscite come singoli discografici.

#### Parte 1
Pubblicata il 9 aprile 2021
1. Youngjae (Got7) – Meet Me When the Sun Goes Down (태양이 지면 널 만나러 갈게) – 3:25 (testo: Kim Han-sol – musica: Han Bo-ram)

#### Parte 2
Pubblicata il 26 aprile 2021.
1. Wonpil (Day6) – Meet Me When the Sun Goes Down (태양이 지면 널 만나러 갈게) – 3:25 (testo: Kim Han-sol – musica: Han Bo-ram)
2. Wonpil (Day6), Kei (Lovelyz) – Good-Bye Days – 3:55 (testo: Yui, Kim Han-sol – musica: Yui)

#### Parte 3
Pubblicata l'11 maggio 2021.
1. Baekho (NU'EST) – Meet Me When the Sun Goes Down (태양이 지면 널 만나러 갈게) – 3:25 (testo: Kim Han-sol – musica: Han Bo-ram)
2. Baekho (NU'EST), Kei (Lovelyz) – Good-Bye Days – 3:55 (testo: Yui, Kim Han-sol – musica: Yui)

#### Parte 4
Pubblicata il 25 maggio 2021.
1. Onew (Shinee) – Meet Me When the Sun Goes Down (태양이 지면 널 만나러 갈게) – 3:25 (testo: Kim Han-sol – musica: Han Bo-ram)
2. Onew (Shinee), Kei (Lovelyz) – Good-Bye Days – 3:55 (testo: Yui, Kim Han-sol – musica: Yui)

#### Parte 5
Pubblicata il 7 giugno 2021.
1. Kei (Lovelyz) – Will My Day Ever Come? (그런 날의 오게될까) – 2:53 (testo: Kim Han-sol – musica: Han Bo-ram)
2. Kei (Lovelyz), Youngjae (Got7) – Good-Bye Days – 3:55 (testo: Yui, Kim Han-sol – musica: Yui)

#### Album
Tutti i numeri musicali sono stati poi pubblicati in CD il 25 agosto 2021 in cinque versioni, una per ciascun idol coinvolto nel musical (Onew, Wonpil, Baekho, Youngjae e Kei). Ogni versione contiene le esibizioni live dell'idol corrispondente e la registrazione in studio di Meet Me When the Sun Goes Down e Good-Bye Days; per la versione di Kei, Meet Me When the Sun Goes Down è sostituita da Will My Day Ever Come?.
1. Good Day (좋은 하루?) – 2:24
2. Will My Day Ever Come? (그런 날의 오게될까?) – 1:38
3. The Sun is in My Eyes – 2:33
4. Will My Day Ever Come? (reprise) (그런 날의 오게될까?) – 1:31
5. That Boy/That Girl (part 1) (그 소년/그 소녀?) – 3:01
6. That Boy/That Girl (part 2) (그 소년/그 소녀?) – 1:28
7. Stranger in the Dark – 2:59
8. Milky Way Galaxy – 2:34
9. A Melody Called You (너라는 멜로디?) – 3:49
10. Such Beautiful Sunlight (이렇게 햇살이 예쁜데?) – 3:28
11. The Special You (특별한 너?) – 2:21
12. Your Mystery (part 1) – 1:34
13. Your Mystery (part 2) – 1:04
14. Meet Me When the Sun Goes Down (태양이지면 널 만나러 갈게?) – 4:18
15. Surprise/First Date – 2:49
16. How Did It Become Like This (어떻게 이렇게 되어 버린 걸까?) – 2:41
17. Even If This Song Ends Someday (이 노래가 언젠가 끝난다 해도?) – 7:09
18. Good-Bye Days (part 1) – 2:03
19. That Place, Nordkapp (그곳, 노르카프?) – 3:47
20. Good-Bye Days (part 2) – 3:28
21. Meet Me When the Sun Goes Down[n 1] (태양 아래서 널 만나러 갈게?) – 2:23
22. Meet Me When the Sun Goes Down (Studio ver.) (태양 아래서 널 만나러 갈게?) – 3:25
23. Good-Bye Days (Studio ver.) – 3:54

Durata totale: 66:21
1. ↑  Duetto.

### Stagione 2022
Pubblicato il 20 giugno 2022.
1. Onew, Kim Nam-joo – A Melody Called You (너라는 멜로디?) – 3:07
2. Ha Sung-woon, Kwon Eun-bi – A Melody Called You (너라는 멜로디?) – 3:07
3. Onew – The Sun is in My Eyes – 3:14
4. Ha Sung-woon – The Sun is in My Eyes – 3:14
5. Jinho – The Sun is in My Eyes – 3:14
6. Y – The Sun is in My Eyes – 3:14
7. Kim Nam-joo – Will My Day Ever Come? (그런 날의 오게될까?) – 2:53
8. Kwon Eun-bi – Will My Day Ever Come? (그런 날의 오게될까?) – 2:53

Durata totale: 24:56

### Classifiche
| Titolo                           | Dettagli                                                                                   | Posizione massima | Vendite       |
| Titolo                           | Dettagli                                                                                   | KOR               | Vendite       |
| -------------------------------- | ------------------------------------------------------------------------------------------ | ----------------- | ------------- |
| Midnight Sun OST (Onew ver.)     | - Pubblicato: 25 agosto 2021 - Etichetta: Universal Music - Formati: CD, download digitale | 23                | - KOR: 4.874+ |
| Midnight Sun OST (Wonpil ver.)   | - Pubblicato: 25 agosto 2021 - Etichetta: Universal Music - Formati: CD, download digitale | 45                | N.D.          |
| Midnight Sun OST (Baekho ver.)   | - Pubblicato: 25 agosto 2021 - Etichetta: Universal Music - Formati: CD, download digitale | 43                | N.D.          |
| Midnight Sun OST (Youngjae ver.) | - Pubblicato: 25 agosto 2021 - Etichetta: Universal Music - Formati: CD, download digitale | 47                | N.D.          |
| Midnight Sun OST (Kei ver.)      | - Pubblicato: 25 agosto 2021 - Etichetta: Universal Music - Formati: CD, download digitale | 56                | N.D.          |

## Critica
Tae-yang-ui norae è stato un successo al box office, facendo il tutto esaurito e guadagnando recensioni favorevoli dal pubblico nazionale e internazionale, che ha apprezzato i numeri melodici, i testi, la regia e le esibizioni commoventi degli attori. Dopo due settimane, 26 000 persone da 80 Paesi avevano seguito il musical in streaming, raggiungendo al termine 82 731 individui da 114 Paesi. I numeri del pubblico dal vivo e online sono stati simili, con il 70% del secondo costituito da stranieri. Il sitzprobe, trasmesso in streaming il 24 aprile prima dell'apertura, ha attirato 20 000 persone.
Next Daily ha evidenziato come punto di forza la rappresentazione fedele delle scene dell'opera originale, reinterpretate nel formato del musical, e affermato che la ricerca dell'ordinario di Haena e Haram facesse riflettere sul nuovo concetto di normalità introdotto dalla pandemia di COVID-19. Tuttavia, ha osservato come la breve durata impedisse a Tae-yang-ui norae di trasmettere con maggiore delicatezza le emozioni dei due protagonisti.
Per The Voice of the People, "Lo sviluppo e il soggetto hanno presentato emozioni universali quali la freschezza del primo amore, l'affetto e la tristezza di una paziente terminale, e un genitore che veglia su di lei. Si percepisce un senso di familiarità con il quale tutti possono empatizzare, ma d'altra parte, è anche banale. Non ci sono sviluppi drammatici, però le storie tenere come il primo incontro indelicato, l'affettuosa cotta non ricambiata e l'emozionante primo amore strappano una risata, e un'emozione familiare è garantita dalla storia di Haram e della famiglia di Haena, che restano al suo fianco fino alla fine".